# Gogland
Gogland (russisch Гогланд, deutsch meist Hogland, auch Hochland, finnisch Suursaari, estnisch Suursaar, schwedisch Hogland) ist eine russische Insel in der Ostsee. 

## Lage
Sie liegt im Finnischen Meerbusen ungefähr in der Mitte zwischen Estland und Finnland. 
Nächste Stadt in Finnland ist das 40 km nördlich liegende Kotka. Das nächstgelegene russische Festland liegt etwa 65 km südöstlich. Gogland gehört zum Rajon Kingissepp der Leningrader Oblast. Die Insel ist bekannt für ihre felsige Landschaft sowie ihre fünf Seen. Gogland ist 12 km lang sowie 1,5 bis 4 km breit. Die höchste Erhebung Goglands erhebt sich 176 Meter über die Ostsee.

## Geschichte
Gogland war spätestens seit dem 16. Jahrhundert von Finnen besiedelt und gehörte zum schwedischen Einflussbereich resp. zu den finnischen Gebieten des Königreichs Schweden. Während des Großen Nordischen Kriegs fand am 22. Juli 1713 nahe der Insel ein Seegefecht statt. Auch im Russisch-Schwedischen Krieg 1788–1790 kämpften nahe der Insel 1788 russische und schwedische Flottenverbände in der Schlacht von Hogland. Im Gefolge eines erneuten Russisch-Schwedischen Krieges von 1808/09 fiel Gogland 1809 samt dem nun so benannten neuen Großfürstentum Finnland an das russische Zarenreich. Finnland wurde 1917 von Russland unabhängig und erlangte nach dem Finnischen Bürgerkrieg 1918 seine staatliche Souveränität. Der Großteil der Inselbewohner lebte in zwei Fischerdörfern, die von Viipuri (Vyborg) aus verwaltet wurden.
Seit 1826 befinden sich auf dem Hügel Mäkiinpäällys zwei Messpunkte des Struve-Bogens, einem von 1793 bis 1864 errichteten langgestreckten Netz geodätischer Vermessungspunkte. 
Vor der Insel liegen mehrere Schiffswracks, zum Beispiel seit Oktober 1856 ein Dreimast-Klipper namens Amerika. Die Besatzung wurde auf einem alten finnischen Friedhof begraben.
Der erste Leuchtturm der Insel wurde 1807 errichtet, der heute dienstälteste Turm stammt aus dem Jahr 1904. 
Auf Gogland wurde 1900 die weltweit erste Radioübertragung durch Alexander Popow unternommen.
Während der sowjetischen Invasion 1939–1940, als Winterkrieg bekannt, wurden die finnischen Einwohner evakuiert und die Insel fiel in sowjetische Hände und blieb es bis zum März 1942, als finnische Truppen sie zurückeroberten. Am Ende des Fortsetzungskriegs versuchten deutsche Truppen am 15. September 1944 im Unternehmen Tanne Ost, die Insel zu besetzen. Finnische Truppen verhinderten bereits im Sinne des Waffenstillstands von Moskau die deutsche Invasion, während die Hälfte der deutschen Truppen gefangen genommen wurde. Gemäß dem Waffenstillstand musste bald darauf die Insel endgültig der Sowjetunion übergeben werden.
Nach 1945 wurde die Blockhüttensiedlung Suurkylä (russ. Суркюля, Surkjulja) geschleift und durch einige moderne Gebäude ersetzt, die teilweise für einen Fischerei-Kolchos, teils militärisch genutzt wurden. Derzeit leben etwa 50 Einwohner dauerhaft auf der Insel, wobei die Fischerei nur noch Freizeitbeschäftigung ist.
2007 wurde bekannt, dass auf der Insel eine Radarstation und ein Flugkontrollzentrum gebaut werden sollen.

## Tourismus
Gogland wird von Touristen aus Sankt Petersburg, aber auch von wenigen Finnen besucht. 2006 erklärten russische Behörden die Insel Gogland zum Grenzgebiet, wodurch die Insel nur mit Sondergenehmigung betreten werden darf.

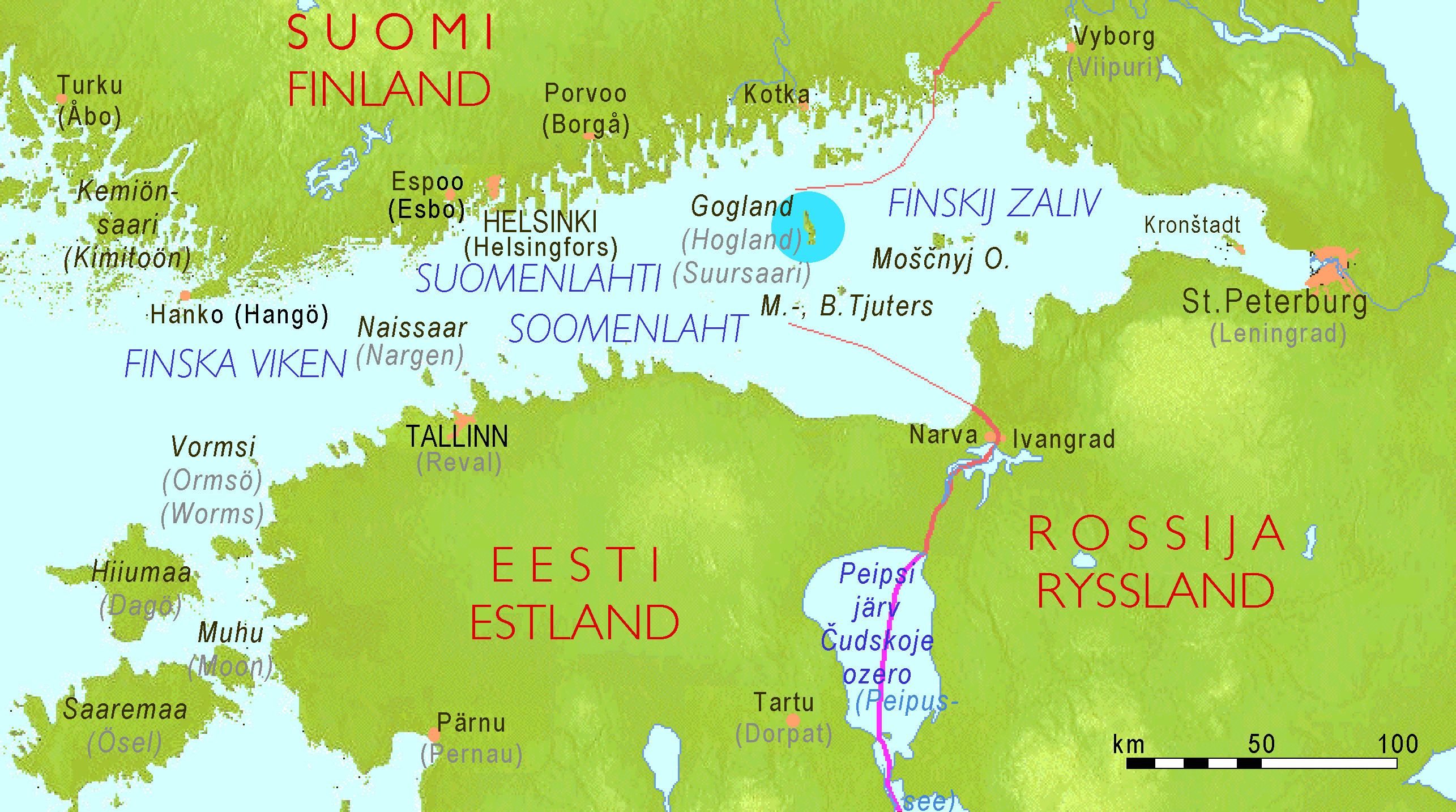
Lage von Gogland
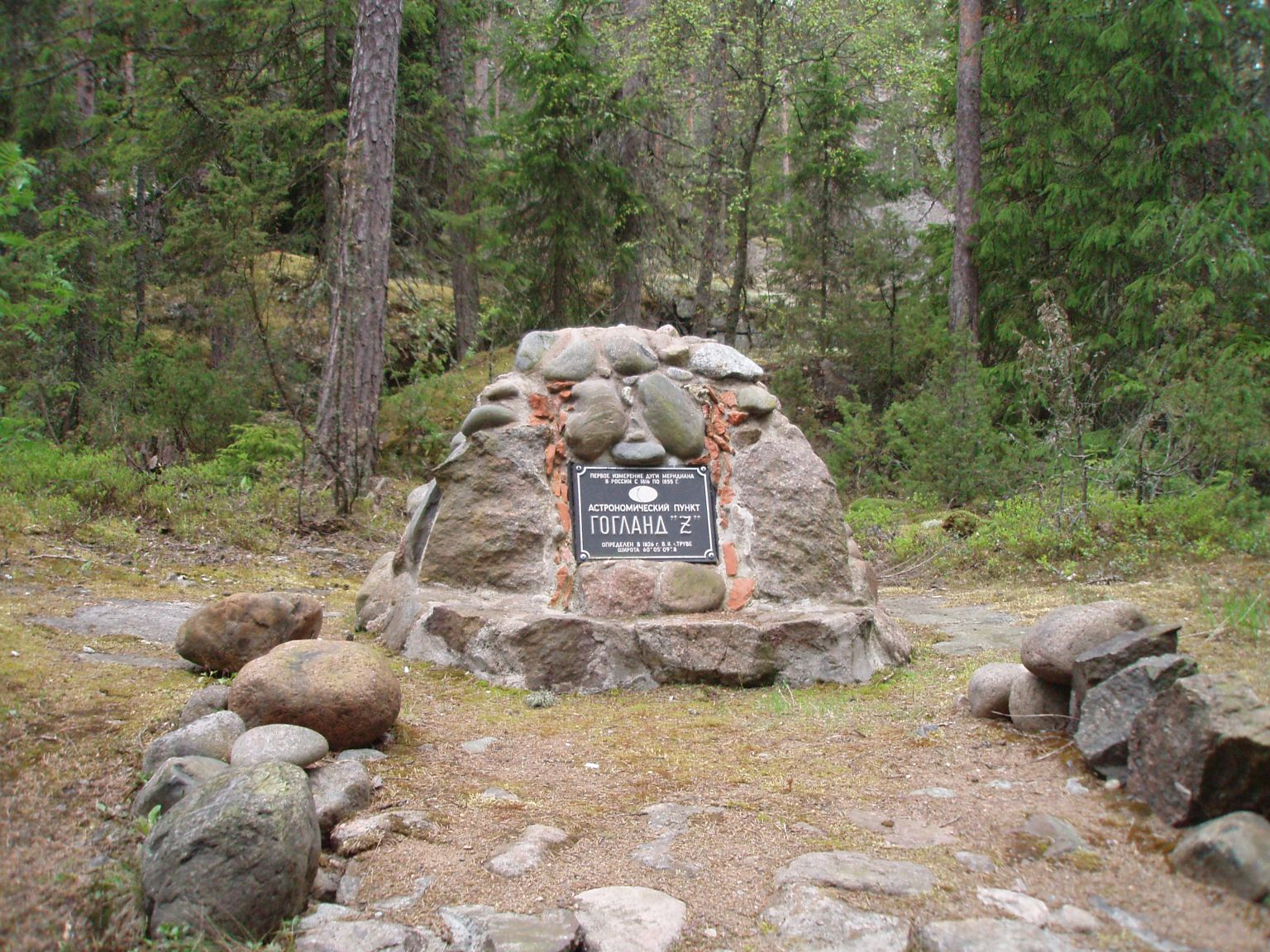
Messpunkt Hogland, Z des Struve-Bogens
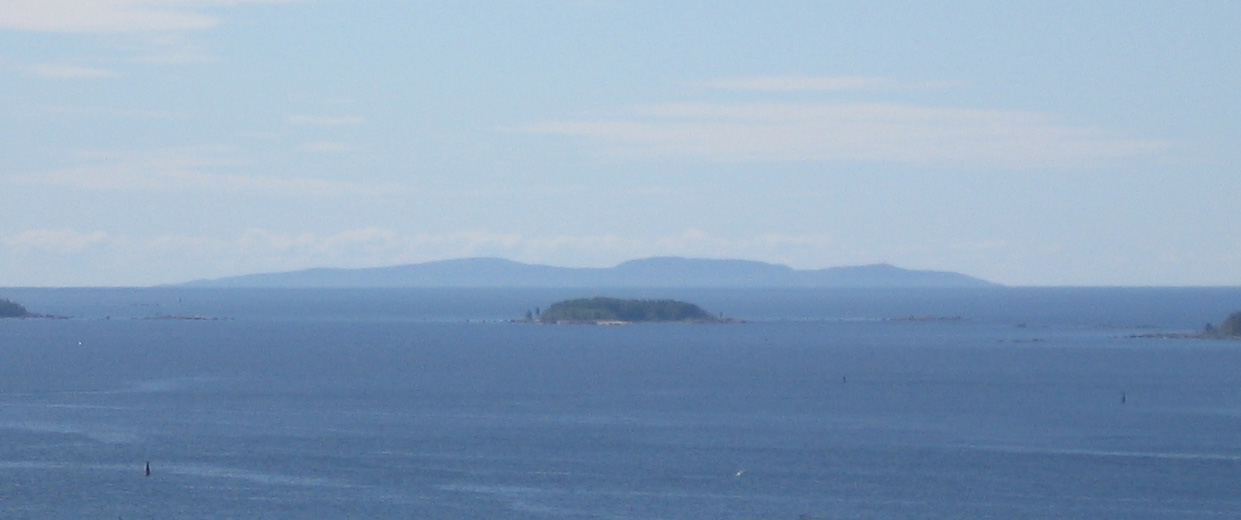
Gogland (im Hintergrund) von Kotka in Finnland aus gesehen.
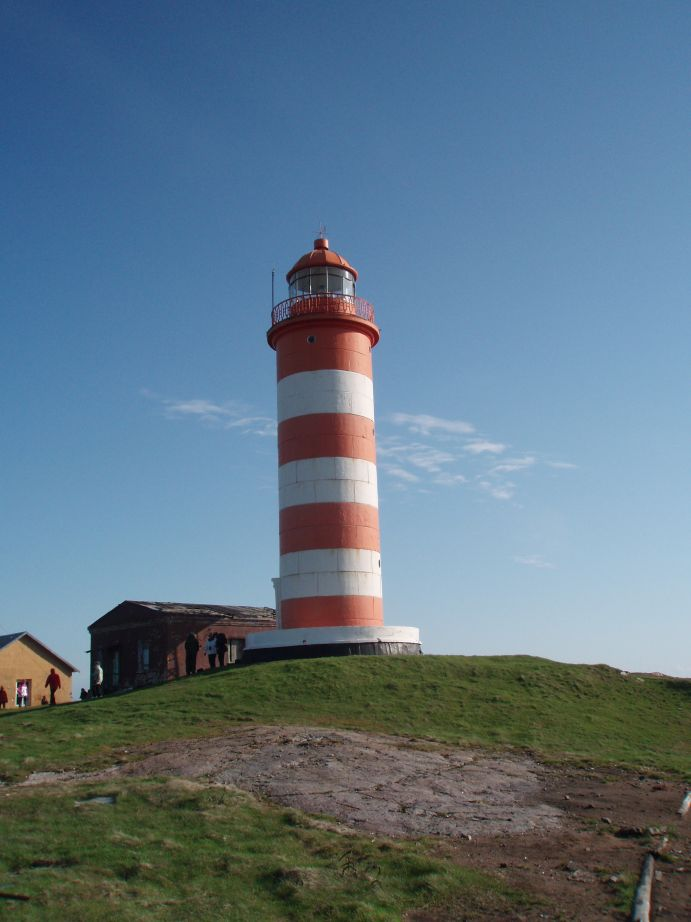
Leuchtturm (2007)